# عايدة عثمان
عايدة عثمان (25 يوليو 1928 - 1 فبراير 2018) هي ممثلة مصرية.

## حياتها
جدها الملحن القديم محمد عثمان وعمها الفنان عزيز عثمان ، عملت في عدد قليل من الأفلام كل الأفلام التي عملت بها كانت بطولات سينمائية، تزوجت من المنتج السينمائي وكاتب السيناريو «عدلي المولد»، ثم إعتزلت التمثيل عام 1954.

## أعمالها

### من الأفلام
- كدبة أبريل.
- إنسان غلبان.
- حسن ومرقص وكوهين.

## روابط خارجية
- عايدة عثمان على موقع الدهليز
- عايدة عثمان على موقع قاعدة بيانات الأفلام العربية